# Nicole Anderson
Nicole Gale Anderson (Rochester, Indiana, 29 de agosto de 1990) é uma atriz e cantora norte-americana. Atualmente, é conhecida por co-protagonizar a série original do Disney Channel, Jonas L.A., como a fã número 1 dos irmãos JONAS, Macy Misa. Nicole também ficou conhecida por co-estrelar o filme Princess como Colliope Manson. Anderson também protagonizou a série Ravenswood como Miranda Collins.

## Biografia

### Nascimento
Nicole atua desde criança. Foi matriculada numa escola de ginástica com 3 anos de idade, e dez anos depois, participou em campeonatos estaduais e num campeonato nacional.
Ganhou uma bolsa de estudos para estudar numa escola de modelos em Barbizon, Atlanta, Geórgia quando tinha 13 anos. Fez vários anúncios impressos e comerciais tais como: "Mary Kate and Ashley Online Clothing", "Every Girl", "Stand Up", e "Bratz-Pretty 'n' Punk & Treasures".

## Carreira

### 2005 - presente
Mais tarde, Nicole fez alguns papéis em programas de televisão como: Unfabulous; Zoey 101; Nobody; Hannah Montana; iCarly; Sunday! Sunday! Sunday!; juntamente com o filme do ABC Family, Princess. Recentemente, interpretou Macy Misa, junto com os Jonas Brothers, Chelsea Kane, entre outros. No verão de 2009, ela estreou-se na música, interpretando "Summer of Stars" para a publicidade da estação no canal Disney Channel.

## Filmografia e televisão
| Filme          | Filme               | Filme                                                       | Filme                                                                 |
| Ano            | Título              | Personagem                                                  | Notas                                                                 |
| -------------- | ------------------- | ----------------------------------------------------------- | --------------------------------------------------------------------- |
| 2007           | Nobody              | Leila                                                       |                                                                       |
| 2009           | Accused at 17       | Bianca Madler                                               | Protagonista                                                          |
| 2008           | Princess            | Calliope Manson                                             | Protagonista de Filme Para TV                                         |
| 2011           | Mean Girls 2        | Hope Plotkin                                                | Direto em [DVD]                                                       |
| 2011           | Red Line            | Tori Simpson                                                | Protagonista                                                          |
| 2012           | Lukewarm            | Jessie                                                      | Filmando                                                              |
| Televisão      |                     |                                                             |                                                                       |
| Ano            | Título              | Personagem                                                  | Notas                                                                 |
| 2005           | Unfabulous          | Candy                                                       | 1 episódio                                                            |
| 2007           | iCarly              | Tasha                                                       | Participação Especial                                                 |
| 2007           |                     |                                                             |                                                                       |
| Zoey 101       | Mary                | 1 episódio                                                  |                                                                       |
| Hannah Montana | Marissa Hughes      | 2ª Temporada (episódio 9: "Ai o Coração de Jake - Parte 1") |                                                                       |
| 2008           | Jonas L.A.          | Macy Misa                                                   | Co-protagonista                                                       |
| 2009           | Make It or Break It | Kelly Parker                                                | 2 episódios ("Between A Rock And A Hard Place" e "All That Glitters") |
| 2009           | Without a Trace     | Chelsea                                                     | Episódio final                                                        |
| 2010           | Jonas L.A.          | Macy Missa                                                  | Co-protagonista                                                       |
| 2011           | Ringer              | Monica Reynolds                                             | Participação Especial (episódio 7)                                    |
| 2012 - 2016    | Beauty & the Beast  | Heather Chandler                                            | 1ª e 2ª Temporadas como Recorrente; 3ª Temporada Elenco Regular       |
| 2013           | Pretty Little Liars | Miranda Collins                                             | "Grave New World" (4ª Temporada: Episódio 14)                         |
| 2013           | Ravenswood          | Miranda Collins                                             | Protagonista                                                          |